# .biz
.biz — це загальний домен верхнього рівня, призначений для реєстрації бізнес організаціями; ім'я утворено від сленгової вимови англійського слова «business.» Було створене щоб розбавити високий попит на інший домен .com як альтернатива у разі, якщо оригінальне ім'я в останньому домені вже зайняте. Немає ніяких правових чи географічних обмежень для реєстрації .biz домену. Але це має бути «bona fide» або «чесний» бізнес — це зауваження зроблене, щоб зменшити увагу до домену кіберсквотерів, таким чином перевага віддається легальній торговій марці.
На ділі цей домен фактично купується без обмежень. В разі якщо немає оскарження від володаря торгової марки домен може бути зареєстрований будь-яким заявником. Критики зауважують, що домен є непопулярним серед поважних підприємців, в тому числі через активне використання спамерами.
.biz домен досить популярний у Туреччині завдяки тому, що «biz» означає «ми» турецькою.